# Jobsiade-Brunnen

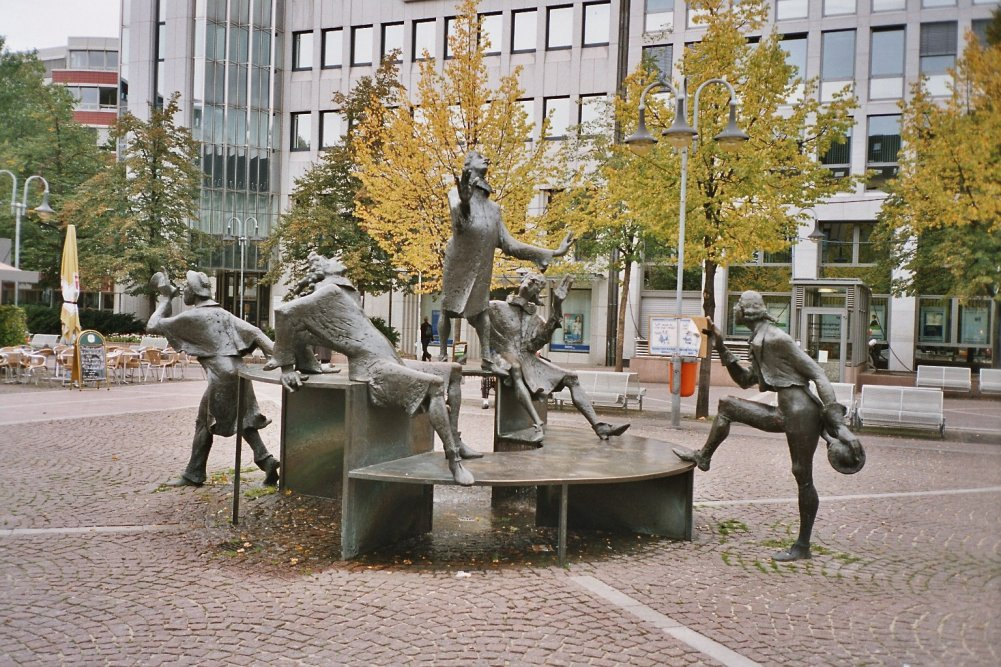
Jobsiade-Brunnen

Der Jobsiade-Brunnen (auch Kortum-Brunnen) befindet sich auf dem Husemannplatz in Bochum. Der Brunnen wurde von der Deutschen Bank gespendet und 1987 der Öffentlichkeit übergeben. Der Künstler Karl Ulrich Nuss nimmt Bezug auf die Prüfungsszene der Jobsiade von Carl Arnold Kortum. Die Figurengruppe besteht aus fünf Personen: Dem selbstbewussten aber höchst ahnungslosen Theologiestudenten Jobs, drei Prüfern und einem Nachtwächter. 2013 wurde der Brunnen von Vandalen mit Weißlack besprüht. 2018 wurde eine der Bronzefiguren mit Goldlack besprüht.